# Juscelino Kubitschek
Pour les articles homonymes, voir Kubitschek.
Juscelino Kubitschek de Oliveira (aussi appelé par ses initiales JK), né le 12 septembre 1902 à Diamantina (Minas Gerais) et mort le 22 août 1976 à Resende (Rio de Janeiro), est un médecin, officier de police militaire et homme d'État brésilien, président de la république du Brésil du 31 janvier 1956 au 31 janvier 1961, élu avec 3 077 411 voix. Il est à l'origine de la création de Brasilia, inaugurée le 21 avril 1960. 

## Biographie
Juscelino Kubitschek est issu d'une famille modeste du Minas Gerais. Son père, João César de Oliveira (1872-1905), un voyageur de commerce décède quand Juscelino a deux ans, sa mère Julia Coelho Kubitschek, une maîtresse d'école d'origine tchèque, se chargeant de son éducation. Il fait des études de médecine, puis s'engage en politique. L'instauration de l'Estado Novo de Getúlio Vargas le renvoie à la médecine.
Membre du Parti social démocratique (PSD), devient maire de Belo Horizonte en 1945, puis gouverneur du Minas Gerais en 1950.

### Campagne présidentielle de 1955
Le climat politique dû aux événements d’août 1954 qui avait entrainé le suicide de Gétulio Vargas et la prise du pouvoir par le parti ayant la minorité au Congrès, l'Union démocratique nationale, créaient une situation d’exception. Le 3 octobre 1954, le PSD et le Parti travailliste (PTB) obtiennent la majorité aux législatives, récoltant respectivement 114 et 56 sièges sur les 326 de la Chambre des députés. Juscelino Kubitschek annonce sa candidature pour la présidentielle d'octobre 1955. Il reçoit l'appui du PTB, qui fait cause commune avec le PSD derrière sa candidature et celle de João Goulart à la vice-présidence. Ils reçoivent aussi le soutien du Parti communiste, ce qui leur attire certaines critiques.
Cependant le 3 octobre 1955, Kubitschek remporte la victoire avec 35,7 % des voix, contre 30,3 % pour le général Tavora et 25,8 % pour Ademar de Barros, candidat du Parti social progressiste. Goulart est également élu à la vice-présidence. L'accession à la présidence de Kubitschek, considéré comme un héritier de Vargas, inquiète la droite. L'éditeur d'un journal souhaite même publiquement que l'on empêche son investiture.
Cette coalition du PSD et du PTB en 1955 qui donne naissance au gouvernement de J. Kubitschek donne de lui l'image d'un sauveur des classes populaires. Les débuts de la télévision, six ans avant, soulignent cette nouvelle ère de la transparence[réf. nécessaire] ou l'accès aux informations entre dans le quotidien des Brésiliens. Les diffusions radiophoniques (Radio Nacional do Rio de Janeiro), audiovisuelle (Tv Record Sao Paulo), la presse écrite (O Cruzeiro) d'interview du candidat ainsi que le message qu'il adresse aux électeurs de 1955. En effet, la circulation de l'information dans l'espace public s’instaure comme une stratégie de communication. L'annonce par Juscelino Kubitschek de la construction de Brasília pendant la campagne présidentielle, s'adressait spécifiquement aux électeurs ruraux de la périphérie (et non du centre). J. Kubitschek tente de rétablir une connexion à travers le pays, Brasilia ramènerait le dynamisme et la prospérité économique, de sorte qu’il n'est plus de marginalisé. Cette opinion[pas clair] peu concernée par la politique souvent exclue est devenu un atout de stratégies de communication politique dans son programme il devient le sauveur du petit peuple. En visant à dynamiser l’économie, Juscelino Kubitschek s'engage publiquement à créer de nouveaux emplois. Il soutient et encourage les Brésiliens à participer à la construction de la nouvelle capitale. Pendant sa campagne électorale, il va à la rencontre du peuple, aussi bien les populations les plus touchées par la crise, défavorisée, que des universitaires. « Le développement capitaliste et brutal c’est répercuté de façon contradictoire sur la structure sociale traditionnelle ». Ses interactions publiques avec les gouvernés vont lui apporter un nombre de votes considérable. Par exemple avec les « Candangos* », des travailleurs ruraux qui vont être sollicités pour construire la nouvelle capitale du Brésil décrite comme une sorte de terre promise qui offrirait une meilleure vie. De plus il se revendique comme catholique et il obtient donc le soutien de l’église (et aussi des fidèles).
Pendant sa campagne électorale, il aurait couvert plus de 200 000 kilomètres sur l’ensemble du territoire et prononcé plus de 1 000 discours, il participe à plus de 100 programmes de télévision et répond à plus de 500 interviews avec la presse lors d’une campagne de 59 jours. Véritablement cette stratégie de communication cible son électorat dans le but d'avoir un meilleur impact et d’obtenir des votes favorables lors de l'élection.
Le « Programa de Metas » ou « Plano de Metas», programme des objectifs, avec lequel Juscelino Kubitschek fait campagne en 1955, reprend 30 objectifs distribués en 5 catégories: l'industrie, les transports, l'énergie, l'alimentation et l'éducation. Cette campagne électorale qui souhaitait un État avec une économie florissante optimiser l’émergement du Brésil, sur la scène internationale impact les Brésiliens. Il est l’un des premiers présidents à vouloir unifier et restructurer le pays non seulement au niveau de l'économie mais aussi d'un point de vue de l'éducation. Fondé sur une conception de l'État comme moteur et promoteur principal du développement du pays, il met en place des secteurs d'actions prioritaires comme l'énergie, les transports, le développement de nouvelles frontières agricoles et d'industries de base pour pallier le déséquilibre de la balance commerciale par la substitution des productions brésiliennes aux importations.
Il disait vouloir orienter le Brésil vers la réalisation de ses propres potentiels en vue du développement économique. Cette façon de communiquer sur ces thèmes du développement et de la modernisation était véhiculée à travers la sollicitation de l’énergie du peuple.
Le style politique de Juscelino Kubitschek, le « juscelinismo », se caractérise par une aptitude à communiquer une espérance dans le futur. Une stratégie de communication typiquement brésilienne (qui depuis Getúlio Vargas instaure ce concept de jingle) qui marqua la campagne présidentielle de 1955 fut un hymne en l’honneur du candidat du PSD : Juscelino é o homem que além de patriota é nosso irmão (« Juscelino, c’est l’homme qui au-delà d’être patriote est notre frère. »).

### Président de la République
Kubitschek est président de la République de 1956 à 1961 après avoir échappé à un coup d'État ourdi à la fois par les militaires, l'UDN (Union démocratique nationale) et le puissant conservateur Carlos Lacerda. Son slogan de campagne est : « 50 ans de progrès en 5 ans ». C'est lui qui lance le projet de Brasilia comme nouvelle capitale qu'il veut être la vitrine moderne de la destinée du Brésil. Il déménage au centre du Brésil, proche de Guama, dans la première résidence officielle appelée Catetinho. Il fait également un effort pour les réseaux brésiliens de routes et de chemins de fer. Cette modernisation accroît les difficultés financières du pays, le pays s'endette : cette politique s'avère finalement conduire à « 50 ans d'inflation en 5 ans » et la monnaie doit être dévaluée. Il refuse en 1958 de souscrire un prêt de 300 millions de dollars auprès des États-Unis et du FMI, lesquels imposaient de sévères conditions. Cette décision lui vaut une grande popularité[source insuffisante]. Il propose la création d'une banque de développement pour le continent américain, la Banque interaméricaine de développement est fondée en décembre 1959. Jânio Quadros lui succède, puis João Goulart, plus à gauche. Le coup d'État militaire de 1964 lui fait quitter la scène politique brésilienne.
Il revient au Brésil en 1967 et s'installe comme banquier.
Il meurt en 1976 dans un accident de la circulation. Une commission d'enquête mise en place pour élucider les crimes de la dictature militaire avait conclu en 2013 que Juscelino Kubitschek a été victime d'une conspiration, d'un complot et d'un attentat politique, cependant en 2014 une commission nationale dite "Commission de la vérité" est revenue sur cette affaire et a conclu que la mort de Juscelino Kubitschek était accidentelle.

## Distinctions
Il est élevé à la dignité de grand-croix de la Légion d'honneur en 1956.
- Grand-croix de l'ordre du Christ

## Postérité
- Il est surnommé "président Bossa Nova"[6], en raison de son amitié avec deux des principaux créateurs du genre qui est associé à cette période de l'histoire du Brésil, le musicien diplomate Vinícius de Moraes et Antônio Carlos Brasileiro de Almeida Jobim, à qui Juscelino Kubitschek a commandé la "Sinfonia da alvorada", qui célèbre et symbolise à la fois la nouvelle capitale du Brésil, la Brasilia d'Oscar Niemeyer, et la nouvelle période qu'ouvre sa présidence[7].
- Un mémorial (en) le célèbre à Brasilia, réalisé en 1981 par Oscar Niemeyer.
- Il est représenté sur un billet de 100 cruzados brésiliens (1986-1988).
- Zelito Viana (pt) réalise à son sujet le film JK Bela Noite para Voar en 2005.
- Une mini-série (pt), JK, diffusée sur la chaîne Rede Globo en 2006 raconte son histoire.
- De nombreux stades de football à travers le pays portent son nom, tels que le stade municipal Juscelino Kubitschek à Itumbiara (Goiás) ou encore le stade Juscelino Kubitschek Paranoá de Paranoá (District fédéral).